# Michaël Attias
Michaël Attias (Haifa, 4 augustus 1968) is een Israëlische jazzsaxofonist.

## Biografie
Attias, wiens ouders uit Marokko komen, groeide op in Parijs en Minneapolis en begon, onder invloed van het jazzboek van Nat Hentoff en het album The Shape of Jazz to Come van Ornette Coleman (1959), op 15-jarige leeftijd jazzmuziek te studeren en leerde saxofoon spelen. Hij had les bij Alan Silva in Parijs en bij Anthony Braxton aan de Wesleyan University in het begin van de jaren 1990. In het begin van zijn carrière werkte hij samen met onder andere Anthony Braxton (van wiens pianokwartet en orkest hij lid was), Bruce Eisenbeil en Fred Lonberg-Holm (Joy of Being, 1997).
In 2004 nam hij zijn debuutalbum Credo (Clean Feed Records) op met onder andere Igal Foni, Chris Lightcap en Reut Regev, en werkte hij samen met Paul Motian, Terumasa Hino en Masabumi Kikuchi (Counter Current, Sony, 2007). In de jaren 2000 werkte hij in het Renku-trio met John Hébert en Satoshi Takeishi (gelijknamig album uit 2005), waar Russ Lossing en Tony Malaby (Twines of Colesion, 2008) zich bij aansloten, en in de improvisatieband Clinamen met Hébert, Malaby, Matt Moran, Mark Taylor, Takeishi en Tyshawn Sorey. Michael Attias was curator van de evenementenreeks Night of the Ravished Limbs in Barbès (Brooklyn). In deze periode werkte hij ook in bands met Steve Swell, Sean Conly, Ken Filiano, Ben Gerstein, Edward Ratliff en Anthony Coleman (The Abysmal Richness of the Infinite Proximity of the Same, Tzadik Records, 1997). Op het gebied van jazz was hij betrokken bij 25 opnamesessies tussen 1992 en 2012.

## Discografie
- 2005: Credo (Clean Feed)
- 2004: Renku (Playscape)
- 2009: Positive Catastrophe Garabatos Volume One (Cuneiform Records, met Mark Taylor, Abraham Gomez-Delgado, Keith Witty, Jen Shyu, Tomas Fujiwara, Matt Bauder, Pete Fitzpatrick, Reut Regev, Taylor Ho Bynum)
- 2012: Spun Tree, met Ralph Alessi, Matt Mitchell, Sean Conly, Tom Rainey
- 2016: Live in Greenwich Village
- 2017: Nerve Dance (Clean Feed)
- 2019: Échos la nuit (Out Of Your Head)